# Formicide
Furnicile sunt insecte sociale din familia Formicidae care constituie, împreună cu viespile și albinele înrudite, ordinul Hymenoptera. Furnicile au evoluat din strămoși similari viespilor pe la mijlocul cretacicului acum 110–130 milioane de ani și s-au diversificat după creșterea numărului de plante cu flori. Au fost clasificate peste 12.500 dintr-un număr total estimat de 22.000 de specii. Ele se identifică cu ușurință după antenele lor cotite și după structura distinctivă în formă de noduri, cu talie îngustă.
Furnicile formează colonii ale căror dimensiuni variază de la câteva zeci de indivizi prădători ce trăiesc în mici cavități naturale până la colonii extrem de bine organizate ce ocupă teritorii largi și sunt formate din milioane de indivizi. Coloniile mai mari constau mai ales din femele sterile și fără aripi ce alcătuiesc caste de „lucrătoare”, „soldați” sau alte grupuri specializate. Aproape toate coloniile de furnici au și câțiva masculi fertili denumiți „trântori” și una sau mai multe femele fertile denumite „mătci” sau „regine”. Coloniile sunt descrise uneori ca superorganisme⁠(en)[traduceți] deoarece furnicile par a opera ca o entitate unificată, lucrând împreună pentru a susține colonia.
Furnicile au colonizat aproape toate porțiunile de uscat de pe Pământ. Singurele locuri în care lipsesc furnici indigene sunt Antarctica și câteva insule îndepărtate și neprielnice. Furnicile trăiesc bine în majoritatea ecosistemelor și pot forma 15–25 % din biomasa animalelor terestre. Succesul lor în atât de multe medii a fost atribuit organizării lor sociale și abilității de a modifica habitatul, de a se conecta la resurse și de a se apăra. Îndelungata lor coevoluție cu alte specii a dus la relații de mimetism, comensalism, parazitism și mutualism.
Societățile furnicilor prezintă diviziunea muncii, comunicație între indivizi și o abilitate de a rezolva probleme complexe. Aceste paralele cu societățile umane au constituit de multă vreme o sursă de inspirație și un subiect de studiu. Multe culturi umane utilizează furnicile în bucătărie, farmacie și în ritualuri. Unele specii sunt prețuite pentru rolul lor de agenți de control al paraziților. Abilitatea lor de a exploata resursele poate aduce însă furnicile și în conflict cu oamenii, întrucât ele pot să deterioreze recoltele sau să invadeze clădiri. Unele specii, cum ar fi Solenopsis invicta, sunt considerate specii invazive⁠(en)[traduceți], acomodându-se ușor în zone unde au fost introduse accidental.

## Subdiviziuni
Există mai multe subfamilii:
- Aenictogitoninae
- Agroecomyrmecinae
- Amblyoponinae
- Aneuretinae
- Brachymyrmex
- Cerapachyinae
- Dolichoderinae
- Ecitoninae
- Ectatomminae
- Formicinae
- Heteroponerinae
- Leptanillinae
- Leptanilloidinae
- Martialinae
- Myrmeciinae
- Myrmicinae
- Paraponerinae
- Ponerinae
- Proceratiinae
- Pseudomyrmecinae

## Legături externe
- Cercetări privind furnicile de pădure din R.S. România și folosirea lor în combaterea dăunătorilor forestieri Arhivat în 5 septembrie 2017, la Wayback Machine., editurasilvica.ro
- https://www.shtiu.ro/furnicile-dorm-se-odihnesc-ele-vreodata-1717.html?utm_source=website&utm_medium=widget&utm_campaign=mioritice&utm_content=titlu
- AntWeb from The California Academy of Sciences
- AntBase – a taxonomic database with literature sources
- AntWiki – Bringing Ants to the World
- Ant Species Fact Sheets from the National Pest Management Association on Argentine, Carpenter, Pharaoh, Odorous, and other ant species
- Ant Genera of the World – distribution maps
- The super-nettles. A dermatologist's guide to ants-in-the-plants